# ヴィクトル＝テレーゼ・シャルパンティエ
ヴィクトル＝テレーゼ・シャルパンティエ・デネリー（Victor-Thérèse Charpentier d'Ennery、1732年3月24日 - 1776年12月12日）は、神聖ローマ帝国伯爵、エネリー侯爵の爵位をもつ18世紀フランス王国の貴族、植民地官僚。パリに生まれ、フランス領サン＝ドマング（後のハイチ）のポルトープランスで没した。父トマ・ジャック・シャルパンティエ・デネリー (Thomas Jacques Charpentier d'Ennery) と母マデレーヌ・アンジェリーク・リオール・ド・ドゥイイ (Madeleine Angélique Rioult de Douilly) の間に生まれた息子であった。

## 経歴
フランス王国軍少将 (Maréchal des camps et armées du roi )、サン＝ルイ勲章グラン・クロワ（グランド・クロス）受章、歩兵総監 (inspecteur général de l'infanterie)、植民地軍務総長 (Directeur général des troupes fortifications, artilleries et milices de la Colonies)、ス・ル・ヴェン諸島（îles sous le Vent ：リーワード諸島 (西インド諸島)）及び属領の総督、中将。
1765年から1772年までマルティニーク総督を務め、1775年から1776年までサン＝ドマング総督、エネリー伯爵であった。
没後の後任には、アルゴ伯爵 (comte d'Argout) ロベール (Robert)少将が1777年に任命された。
ハイチ共和国の町エネリーは、シャルパンティエにちなんで命名されたものである。墓所は、ジャン・ガスパール・ド・ヴェンス提督の弟ジャン＝バプティスト・ヴェンス (Jean-Baptiste Vence) の注文で、彫刻家フォサティ (Fossaty) によって、ポルトープランスに建てられた。